# Beilschmiedia macropoda
Beilschmiedia macropoda är en lagerväxtart som beskrevs av C.K. Allen. Beilschmiedia macropoda ingår i släktet Beilschmiedia och familjen lagerväxter. Inga underarter finns listade i Catalogue of Life.